# El Congost (Arbúcies)
El Congost és una casa d'Arbúcies (Selva) inclosa a l'Inventari del Patrimoni Arquitectònic de Catalunya.

## Descripció
Es tracta d'una casa de dues plantes i golfes, amb vessants a laterals. L'edifici pertany a una reconstrucció del segle xix, tot i que ja apareix documentada en època medieval.
A la façana principal es convinen les obertures principals amb arc rebaixat i arc de mig punt, totes elles remarcades amb un marc blanc pintat. Destaca de la façana, l'escala adossada al mur, col·locada perpendicularment, que mena al primer pis. A la façana lateral dreta, hi ha cinc grans obertures inscrites dins un arc rebaixat, també rematat amb blanc, que semblen indicar que antigament hi havia hagut una galeria, la qual quedà integrada a l'estructura de la casa, en alguna reforma.
La part posterior no està restaurada i s'hi veuen dos petits cossos adossats, d'una sola planta que corresponen a serveis i magatzem. Al lateral esquerra, el mur és pintat de blanc i només hi ha una porta d'accés, amb una rampa de nova construcció, des d'on s'hi accedeix.
A pocs metres es conserva el cobert annex, reformat totalment amb rajol. Les obertures són d'arc rebaixat.
Un dels elements interessants que es conserven és l'era circular que hi ha al davant de la casa, amb el paviment de peces de tova i un mur de pedra a tot el voltant. Per sota aquesta era, hi ha equipaments lúdics com la piscina.

## Història
Apareix documentat per primera vegada al 1284. En el capbreu de Dosrius de 1313 apareix Guillem de Congost del mas Congost amb el molí, que es declara home propi, soliu i afocat de Bernat Dosrius-Cartellà. Més endavant es troba en el fogatge de la Batllia de n'Orri de 1515.
En la presa de possessió del vescomtat de Cabrera per l'almirall Federique Henríquez de l'any 1527 apareix un tal Antoni Congost.
D'altra banda trobem notícies de la casa en el Manual del Regàs: Congost del mas derbusies: Vuy als 20 de octubre de 1608 tinch rebut den congost jove de la par. derbusies per uns sensos y sensals y botaje de les agudes del monseny de quarante sous, quscun any en lo mes de gener. 1608-1630. Vuy als 29 de abril de 1631 Joan Ginesta, allies Congost, pere Congost son fill, marquesa congosta, areu de la casa del Congost, tots pagesos de la par. derbusies y Antoni Illa y sa muller, gendra de dits congosts me nan feta venda a la carta de gratia de aquells censos fa la casa den panella de mas farios feyt quiscun any a la casa den Congost.
Surt també documentat en el Cadastre de 1743 com a "manso Congost de casa Roquer", així com en el cadastre de 1800, i seguidament en el llistat de les cases de pagès del rector de la parròquia del 1826.
En el padró de 1883 hi consta una família de vuit membres, l'any 1940 apareix habitada per una família de sis persones. També es documenta en el mapa del Montseny de Juli Serra de 1890. En l'amillarament de 1935 Miquel Pons Riera de Maçanet de la Selva declara el Congost que limita a tots quatre punts cardinals amb terres de Ramon Vendrell i Homs.